# Groesbeek (kasteel)
Het kasteel Groesbeek stond in het Nederlandse dorp Groesbeek, provincie Gelderland. De oudste versie van het kasteel dateert uit 1265 en betreft een houten woontoren. Op dezelfde locatie werd in 1301 een grotere, eveneens houten woontoren gebouwd; rond 1343 werd deze vervangen door een stenen exemplaar.
Het kasteel stond aan de oostzijde van de kerk en de voormalige koninklijke rijkshof.

## Geschiedenis
In de 11e eeuw werd ten noorden van Groesbeek het mottekasteel Watermeerwijk gebouwd door de waldgraven van het Rijkswoud. In het midden van de 13e eeuw gingen deze waldgraven zich heren van Groesbeek noemen. Dit was ook de periode waarin zij Watermeerwijk verlieten en zich vestigden in Groesbeek.
Het oudst bekende lid van dit geslacht was ridder Johan van Groesbeek, die in 1258 in een document wordt genoemd. Het zal deze Johan zijn geweest die aan de oostzijde van het oude 10e-eeuwse rijkshof in Groesbeek rond 1265 het eerste kasteel liet bouwen: een houten woontoren, omgeven door een gracht. In 1301 werd de toren vervangen door groter exemplaar, eveneens van houten. Uiteindelijk zou rond 1343 ook deze toren worden vervangen, maar nu door een toren van baksteen, omgeven door een bakstenen weermuur. Het kasteel is eind 14e of begin 15e eeuw afgebroken, waarna de heuvel is geëgaliseerd.
In de 16e eeuw is aan westzijde, op de plek van het reeds in de 12e eeuw verdwenen rijkshof, een nieuw slot gebouwd, het Huis te Groesbeek.
De gronden van de oude woontoren kwamen in 1768 in bezit van de Rekenkamer van Gelre toen zij de heerlijkheid Groesbeek aankochten.
In 1969 werd op het kasteelterrein een middelbare school gebouwd. Nadat de school was afgebroken, volgde er in 2004-2005 archeologisch onderzoek waarbij de restanten van de woontorens werden ontdekt.
Anno 2022 bevindt zich op het voormalige kasteelterrein een woonwijkje.

## Beschrijving
Het kasteel is op een rond zandplateau in het dal van de Groesbeek gebouwd. Van het omgrachte kasteel zijn in totaal drie versies gebouwd, alle op dezelfde locatie.
Aan de westzijde van het kasteel stond een boerderij, op de plek waar tot in de 12e eeuw het rijkshof was gevestigd.

### Woontoren 1: 1265 - 1301
De eerste toren werd in 1265 opgetrokken in hout op een rond zandplateau in het dal van de beek. De toren was 6,2 bij 6,2 meter groot en stond op acht houten palen die in de grond waren geheid. De muren waren waarschijnlijk van vakwerk met leempleister.
Rondom de toren was een houten palissade aangebracht. Deze had een doorsnede van 15 meter. Een houten looppad aan de binnenzijde fungeerde als weergang.

### Woontoren 2: 1301 – circa 1343
De tweede woontoren was ook van hout, maar had een afmeting van 10,4 bij 9 meter. Als fundering was een grote hoeveelheid houten palen gebruikt die op een afstand van 1 tot 1,5 meter van elkaar de grond in waren geheid.

### Woontoren 3: circa 1343 – 15e eeuw
De derde en tevens laatste versie van het kasteel betreft een bakstenen woontoren. Deze had dezelfde afmetingen als zijn voorganger en maakte gebruik van diens houten funderingspalen. De buitenzijde van de muren werden voorzien van zowel baksteen als natuursteen. Als dakbedekking werd gebruik gemaakt van groene leien in Maasdekking. Aan de westzijde is tussen de toren en de weermuur later nog een keuken gebouwd, waarin zich een broodoven bevond.
De houten pallisade werd eveneens vervangen. De nieuwe, stenen weermuur werd diep gefundeerd. Aan de binnenzijde was een weergang aangebracht op houten korbeels.
Aalst · Aardenburg · Acquoy · Aerdt · Agistaldaburg · Ahof · Aldenhaag · Aller · Ambe · Ammersoyen · Ampsen · Andelst · Angeroyen · Appelburg · Appelse walburg · Appeltern · Arler · Baak · Babberich · Baer · Baerle · Bakerbosch · Balgoij · Barlham · Batenburg · Beek · Beerenclaauw · Bemmel · Bevervoorde · Bergh · Biljoen · Bingerden · Blankenborg (Laren) · Blankenborg · Blauwe Huis · Blokhuis (Ravenswaaij) · Boelenham · Boetselaersborg · Borculo · Boswaai · Brakel · Den Brakel · Den Bramel · Bredevoort · Broekhuizen · Bronkhorst · Bruchem · Bruinhorst · Brunsberg · Bulkestein · Bunswaard · Burcht van Tiel · Buren · De Buurse · Byland · Byvanck · Caetshage · Camphuysen · De Cannenburch · de Cloese · Coldenhove · Culemborg · Dedinckweerd · Delwijnen · Didam · Diepenbroek · Hof te Dieren · Huis Dijck · Dikke Tinne · Doddendaal · Dodewaard · Doornenburg · Doornik · Doorwerth · Dooyenburg · Dorth · Doseburg · Drakenburg · Dreumel · Druten · Duivelshuis · Eerbeek · De Ehze · Elburg · Eldrik · Emmerik · Engelenburg · Groot Engelenburg · Engelrode · Enghuizen · Enspijk · De Essenburgh · Essenpas · Est · Fokkinck · Gameren · Geerestein · Geldermalsen · De Gelderse Toren · Geldersweerd · Gellicum · Gendt · Gennepestein · Glindhorst · Goudenstein · ‘s-Grevenhoef · Groot Hell · Groenlo · Groesbeek · Huis te Groesbeek · Grunsfoort · Gulden Spijker · Hackfort · Hackforts Veenhuis · Hagen · Hagevoort · Hamerden · Hanepol · Harreveld · Harslo · Hassink · Het Haveke · Hedel · Heeckeren · De Heegh · Hees · De Heest · Hellouw · Hemmen · Hernen · Motte van Hernen · Heumen · Heusden · Hoekelum · Hoekenburg · De Hoeve · De Hof · Hof d'Ooy · Hof van Arkel · Huis het Holt · Holthuis · Het Holtslag · Ter Horst · Houberg · St. Hubertus · Huissen · Hulhuizen · Hulkestein · Hulsen · Hunneschans bij De Duno · Hunneschans bij Uddel · Jonker Bloo · 't Joppe · De Kamp · Karssenberg · Kemnade · Keppel · Kermestein · Kernhem · Kervel · Kiefskamp · De Kinkelenburg · Klein Enghuizen · Kleverburg · Kortenhoeve · Laag Helbergen · Lakenburg · Landfort · Langen · Latenstein · De Lathmer · Lathum · Ter Lede · Leegpoel · Leemcuyl · Leeuwen · Leeuwenbergh · Lensenburg · Lent · Leur · Leuvenum · Leyenburg · Lichtenvoorde · Lievenstein · Loenen · Loevestein · Loil · Loowaard · Luynhorst · Hof te Maasbommel · Magerhorst · Malburgen · Malderburcht · Malsen · Manhorst · Marhulsen · De Marsch · Marveld · Mathena · Maurik · Medel · Medestein · 't Medler · Meinerswijk · De Mellard · Mensink · Mergelp · Meteren · 't Meyerink · Middachten · Millingen · Mussenberg · Nagelhorst · Nederhagen · Nederhemert · Neerijnen · Huis Neerijnen · De Nesch · Nettelhorst · Nieuwe Blokhuis ·  Nijburg · Nijenbeek · Old Putten · Notenstein · Nye Huis · Olde Spijker · Oldenaller · Oldenhof (Driel) · Oldenhof (Heteren) · De Ooij · Oolde · Oud Oolde · Oosterhout · Ophemert · Opijnen · Oud Ampsen · Oude Blokhuis · Het Oude Loo · Oude Voorst · Oudenborch · Oud-Wisch · Huis te Overasselt · Overeng · Overhagen · Overlaar · 't Oye · Palmestein · De Parck · Persingen · Plekenpol · Ploen · Pluimenburg · Poederoijen · Poelwijck · Poelwijk · De Pol (Dreumel) · Huis de Poll (Huis te Gietelo) · De Poll (Huissen) · Pollenbering · Pollenstein · Puttenstein · Het Raasink · Ravenhorst · De Rees · Ressen · Reuversweerd · Reygersfoort · Rhijnestein · Huis Rijswijk · Rode Toren · Roode Wald · Rosande · Rosendael · Rossum · Rumpt · Ruurlo · Rijsselt · Schadewijk · Schaffelaar · Scherpenzeel · Schoonbroek · Schoonderbeek · Schoonenburg · Schuilenburg · Schuilkerke · Hof te Seelbeek · Sevenaer I · Sevenaer II · Sinderen (Oude IJsselstreek) · Sinderen (Voorst) · Slangenburg · Sleeburg · Slimsijp · De Snor · Soelen · Spaansweerd · Spaldorp · Spijk · Staverden · Sterkenburg · Swanepol · Tarthorst · Teisterbant (Kerk-Avezaath) · Teisterbant (Kerkdriel) · Ter Dicke · Tolhuis · Tolhuis (Tiel) · Tollenburg · Tongerlo · Toren van Wely · Tuil · Ubbergen · Uilenburg (Ewijk) · Uilenburg (Heteren) · Ulenpas · Ulft · Upladen · Valburg · Valkhofburcht · Valkhofpalts · Vanenburg · Varik · Hof te Varsseveld · 't Velde · Velhorst · Verwolde · Vierakker · De Voorst · Voorstonden · Vorden · Vosbergen · Vredenburg · Vredestein (Driel) · Vredestein (Ravenswaaij) · Vuren · Waardenburg · Waddestein · Wadenoijen · Waede · Wageningen · Walfort · 't Waliën · De Wardt · Watergoor · Watermeerwijk · Wayenstein (Huis te Herwijnen) · Well (Huis van Malsen) · Weijenrade · Westenburg · Westerholt · Weurt · De Wiersse · Wijenburg (Echteld) · De Wildenborch · De Wildt · Wilp · Wilperhorst · Winssen · Wisch · Wychen · Wolfswaard · Woolbeek · Yrst · IJzendoorn · Zeeland · Zilveren Spijker · Zuilichem · Zwaluwenburg · Zwanenburg (Heerde) · Zwanenburg (Megchelen)